# کاچاوه
کاچاوه (به لهستانی:  Kaczały) یک روستا در لهستان است که در گمینا نارو واقع شده‌است.
 کاچاوه  ۴۰ نفر جمعیت دارد.